# 波霍雷莱茨

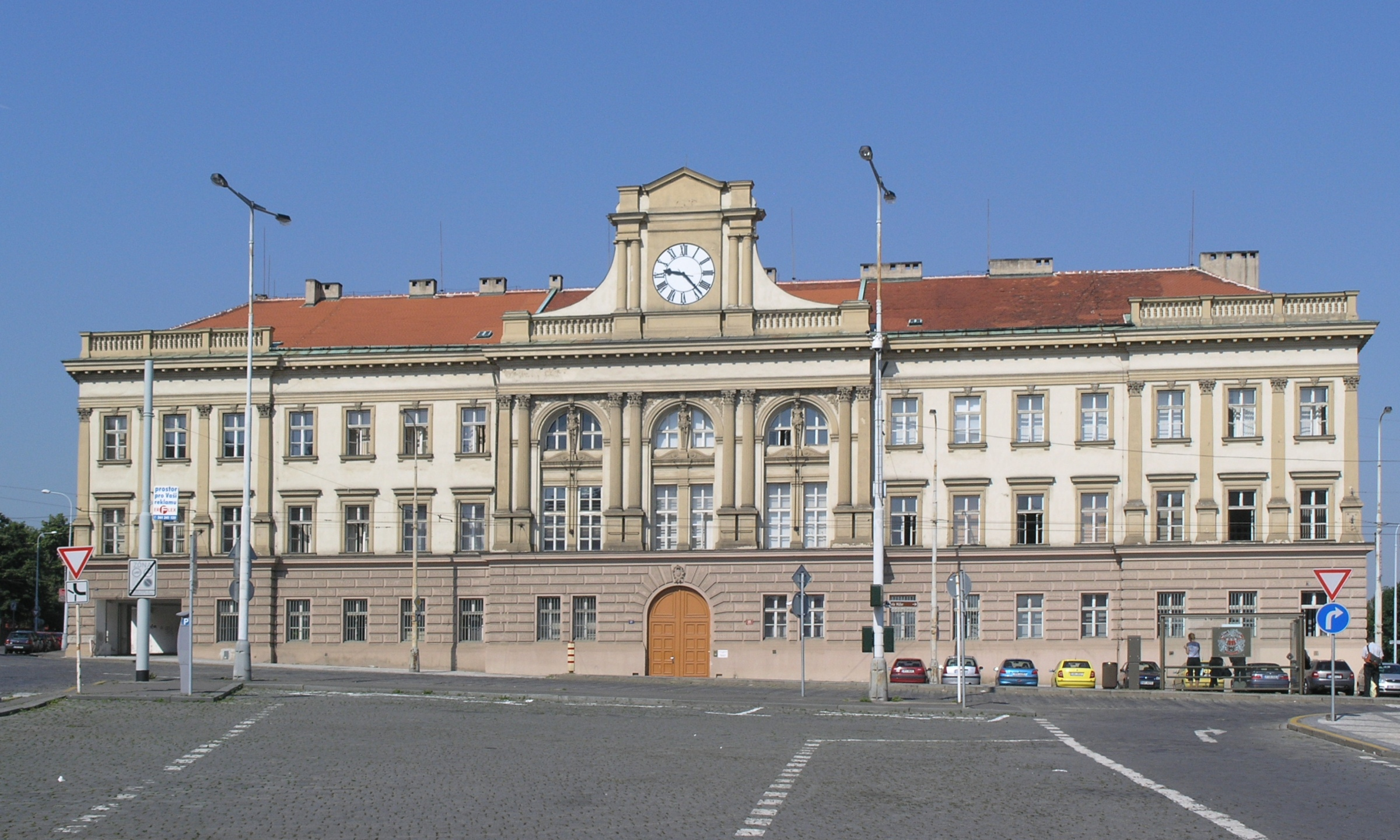
波霍雷莱茨的前军营

波霍雷莱茨（Pohořelec）是布拉格的一条街和公共空间，位于该市城堡区（属于第一区）的西郊，靠近第六区的边界（布列夫诺夫和斯特拉霍夫）。从布拉格城堡到布列夫诺夫的无轨电车经过波霍雷莱茨。 
在中世纪这里是一个村庄，自14世纪见于记载。

## 周边
- 斯特拉霍夫修道院
- 国家文学馆（捷克語：Památník národního písemnictví）
- 约翰内斯·开普勒文科中学（捷克語：Gymnázium Jana Keplera）
- 斯特拉霍夫隧道（捷克語：Strahovský tunel）
- 切宁宫